# Griekenland op de Europese kampioenschappen atletiek 2010
Griekenland werd vertegenwoordigd door 33 atleten op de Europese kampioenschappen atletiek 2010.

## Deelnemers
| Onderdeel            | Mannen | Vrouwen                                |
| -------------------- | --- | -------------------------------------- |
| 100 m                | | Yeoryía Koklóni                        |
| 200 m                | Likoúrgos-Stéfanos Tsákonas                                                                                                |                                        |
| 400 m                | Dimitrios Gravalos Petros Kyriakidis                                                                                       | Agni Derveni                           |
| 800 m                | | Eleni Filandra                         |
| 10000 m              | | Konstantina Kefala                     |
| 110 m horden         | Konstantinos Dopouvalidis                                                                                                  |                                        |
| 400 m horden         | Periklís Iakovákis Sotirios Iakovakis Spyridon Papadopoulos                                                                |                                        |
| 3000 m steeple       | | Eirini Kokkinariou                     |
| Hoogspringen         | Konstantinos Baniotis | Antonia Stergiou                       |
| Polsstokhoogspringen | Konstantinos Filippidis | Nikolia Kyriakopoulou Afroditi Skafida |
| Verspringen          | Savvas Diakonikolas Michail Mertzanidis-Despoteris Georgios Tsakonas Louis Satoumas                                        |                                        |
| Hink-stap-springen   | Nikolaos Frangos Dimitrios Tsiamis                                                                                         | Athanasia Perra                        |
| Kogelstoten          | Michail Stamatogiannis |                                        |
| Hamerslingeren       | | Alexandra Papageorgiou                 |
| Speerwerpen          | Spiridon Lebesis Ioannis Smalios                                                                                           | Savva Lika                             |
| Zevenkamp            | | Sofia Ifadidou Argyro Strataki         |
| 4x400 m              | Dimitrios Gravalos Periklís Iakovákis Sotirios Iakovakis Petros Kyriakidis Georgios Oikonomidis Panteleimon Melachrinoudis |                                        |

## Resultaten

### 100m vrouwen
- Yeoryía Koklóni
  - Reeksen: 11,50 (Q)
  - Halve finale: 7de in 11,26 (q)
  - Finale: 7de in 11,36

### 110m horden mannen
- Konstantinos Dopouvalidis
  - Reeksen: 17de in 13,80 (NQ)

### 200m mannen
- Likoúrgos-Stéfanos Tsákonas
  - Reeksen: 8ste in 20,74 (q)
  - Halve finale: 8ste in 20,75 (q)
  - Finale: 7de in 20,90

### 400m

#### Mannen
- Dimitrios Gravalos
  - Ronde 1: 46,56 (Q)
  - Halve finale: 17de in 46,30 (SB) (NQ)
- Petros Kyriakidis
  - Ronde 1: 46,65 (Q)
  - Halve finale: 23ste in 46,90 (NQ)

#### Vrouwen
- Agni Derveni
  - Reeksen: gediskwalificeerd

### 400m horden mannen
- Periklís Iakovákis
  - Reeksen: 49,49 (SB) (Q)
  - Finale: 5de in 49,38 (SB)
- Sotirios Iakovakis
  - Reeksen: gediskwalificeerd
- Spyridon Papadopoulos
  - Reeksen: 51,25 (NQ)

### 800m vrouwen
- Eleni Filandra
  - Ronde 1: 2:00.88 (PB) (NQ)

### 3000m steeple
- Eirini Kokkinariou
  - Reeksen: opgave

### 4x400m

#### Mannen
- Reeksen: 10de in 3.07,12 (NQ)

### Hoogspringen

#### Mannen
- Konstantinos Baniotis
  - Kwalificatie: 2,26m (q)
  - Finale: 8ste met 2,23m

#### Vrouwen
- Antonia Stergiou
  - Kwalificatie: 1,92m (SB) (Q)
  - Finale: 8ste in 1,92m (=SB)

### Speerwerpen vrouwen
- Savva Lika
  - Kwalificatie: DNS

### Hink-stap-springen

#### Mannen
- Nikolaos Fraggos
  - Kwalificatie: 15,50m (NQ)
- Dimitrios Tsiamis
  - Kwalificatie: 16,98m (SB) (Q)
  - Finale: 13de met 16,31m

#### Vrouwen
- Athanasia Perra
  - Kwalificatie: 9de met 14,25m (Q)
  - Finale: 10de met 13,83m

### Polsstokhoogspringen mannen
- Konstantinos Filippidis
  - Kwalificatie: 21ste met 5,40m (NQ)

### Kogelstoten mannen
- Michail Stamatogiannis
  - Kwalificatie: 20ste met 18,58m (NQ)

### Speerwerpen mannen
- Ioannis Smalios
  - Kwalificatie: 22ste met 71,57m (NQ)

### Verspringen mannen
- Savvas Diakonikolas
  - Kwalificatie: 29ste met 7,46m (NQ)
- Michail Mertzanidis-Despoteris
  - Kwalificatie: 27ste met 7,58m (NQ)
- Georgios Tsakonas
  - Kwalificatie: 4de met 8,17m (Q)
  - Finale: 6de met 8,09m (SB)

### Zevenkamp
- Sofia Ifadidou
  - 100m horden: 13,60 (SB) (1036ptn)
  - Hoogspringen: 1,71m (PB) (867ptn)
  - Kogelstoten: 12,59m (700ptn)
  - 200m: 25,58 (834ptn)
  - Verspringen: 5,89m (816ptn)
  - Speerwerpen: 52,52 (SB) (909ptn)
  - 800m: 2.18,64 (842ptn)
  - Eindklassement: 15de met 6004ptn (PB)

- Argyro Strataki
  - 100m horden: 14,03 (974ptn)
  - Hoogspringen: 1,71m (867ptn)
  - Kogelstoten: 13,20m (741ptn)
  - 200m: 25,43 (848ptn)
  - Verspringen: 5,82m (795ptn)
  - Speerwerpen: 41,88m (703ptn)

Albanië · Andorra · Armenië · Azerbeidzjan · België · Bosnië en Herzegovina · Bulgarije · Cyprus · Denemarken · Duitsland · Estland · Finland · Frankrijk · Georgië · Gibraltar · Griekenland · Groot-Brittannië · Hongarije · Ierland · IJsland · Israël · Italië · Kroatië · Letland · Liechtenstein · Litouwen · Luxemburg · Macedonië · Malta · Moldavië · Monaco · Montenegro · Nederland · Noorwegen · Oekraïne · Oostenrijk · Polen · Portugal · Roemenië · Rusland · San Marino · Servië · Slovenië · Slowakije · Spanje · Tsjechië · Turkije · Wit-Rusland · Zweden · Zwitserland